# Synallaxe des rocailles
Asthenes modesta
Espèce
Synonymes
- Synallaxis modestus Eyton, 1851 (protonyme)

Statut de conservation UICN

 LC  : Préoccupation mineure
Le Synallaxe des rocailles (Asthenes modesta) est une espèce d'oiseaux de la famille des Furnariidae.

## Répartition
Cette espèce vit depuis le Pérou jusqu'au Sud de l'Argentine.

## Taxinomie
Selon le Congrès ornithologique international et Alan P. Peterson, il existe huit sous-espèces :
- Asthenes modesta proxima (Chapman, 1921) ;
- Asthenes modesta modesta (Eyton, 1852) ;
- Asthenes modesta hilereti (Oustalet, 1904) ;
- Asthenes modesta rostrata (Berlepsch, 1901) ;
- Asthenes modesta serrana Nores, 1986 ;
- Asthenes modesta cordobae Nores & Yzurieta, 1980 ;
- Asthenes modesta australis Hellmayr, 1925 ;
- Asthenes modesta navasi (Contreras, 1979).